# Ngelengele-Besar
Ngelengele-Besar is een eiland in de Molukken in Indonesië. Het is 2 km² groot en steekt nauwelijks boven de zeespiegel uit. Het enige zoogdier dat er voorkomt is de vleermuis Pteropus caniceps.